# Alessandro Schöpf
Alessandro Schöpf, né le 7 février 1994 à Umhausen, est un footballeur international autrichien qui joue au poste d'ailier droit au Wolfsberger AC.

## Biographie

### En club

#### Schalke 04 (2016-2021)
Le 7 janvier 2016, il s'engage avec Schalke 04 jusqu'en juin 2019. Le FC Nuremberg percevra 5 millions d'euros sur ce transfert.
Il dispute son premier match officiel avec Schalke le 30 janvier 2016 face à Darmstadt, en remplaçant Leroy Sané à la 89e minute.
Le 6 février 2016, il inscrit son premier but avec ses nouvelles couleurs à la Veltins-Arena contre le VfL Wolfsburg à la 87e minute (victoire 3-0), alors qu'il venait tout juste d'entrer en jeu.

### En équipe nationale
Convoqué pour disputer l'Euro 2016, Alessandro Schöpf s'illustre en égalisant face à l'Islande sur une passe décisive de David Alaba. Les autrichiens s'inclineront 2-1 lors du dernier match de poules. Quatre ans plus tard, il est de nouveau convoqué pour participer à l'Euro 2020.

## Statistiques
| Saison                | Club                   | Championnat           | Championnat | Championnat | Championnat | Coupe(s) nationale(s) | Coupe(s) nationale(s) | Coupe(s) nationale(s) | Compétition(s) continentale(s) | Compétition(s) continentale(s) | Compétition(s) continentale(s) | Compétition(s) continentale(s) | Total | Total | Total |
| Saison                | Club                   | Division              | M.          | B.          | P.d.        | M.                    | B.                    | P.d.                  | Comp.                          | M.                             | B.                             | P.d.                           | M.    | B.    | P.d.  |
| 2012-2013             | Bayern Munich II       | Regionalliga          | 29          | 11          | 8           | -                     | -                     | -                     | -                              | -                              | -                              | -                              | 29    | 11    | 8     |
| 2013-2014             | Bayern Munich II       | Regionalliga          | 36          | 11          | 4           | -                     | -                     | -                     | -                              | -                              | -                              | -                              | 36    | 11    | 4     |
| Sous-total            | Sous-total             | Sous-total            | 65          | 22          | 12          | -                     | -                     | -                     | -                              | -                              | -                              | -                              | 65    | 22    | 12    |
| 2014-2015             | FC Nuremberg           | 2. Bundesliga         | 32          | 5           | 7           | 1                     | 0                     | 0                     | -                              | -                              | -                              | -                              | 33    | 5     | 7     |
| 2015-2016             | FC Nuremberg           | 2. Bundesliga         | 19          | 6           | 4           | 3                     | 0                     | 2                     | -                              | -                              | -                              | -                              | 22    | 6     | 6     |
| Sous-total            | Sous-total             | Sous-total            | 51          | 11          | 11          | 4                     | 0                     | 2                     | -                              | -                              | -                              | -                              | 55    | 11    | 13    |
| 2015-2016             | Schalke 04             | Bundesliga            | 13          | 3           | 3           | -                     | -                     | -                     | C3                             | 2                              | 0                              | 0                              | 15    | 3     | 3     |
| 2016-2017             | Schalke 04             | Bundesliga            | 28          | 6           | 2           | 4                     | 1                     | 2                     | C3                             | 10                             | 1                              | 0                              | 42    | 8     | 4     |
| 2017-2018             | Schalke 04             | Bundesliga            | 15          | 0           | 0           | 4                     | 0                     | 0                     | -                              | -                              | -                              | -                              | 19    | 0     | 0     |
| 2018-2019             | Schalke 04             | Bundesliga            | 15          | 1           | 1           | 2                     | 0                     | 0                     | C1                             | 4                              | 1                              | 0                              | 21    | 2     | 1     |
| 2019-2020             | Schalke 04             | Bundesliga            | 22          | 0           | 1           | 3                     | 1                     | 0                     | -                              | -                              | -                              | -                              | 25    | 1     | 1     |
| 2020-2021             | Schalke 04             | Bundesliga            | 19          | 0           | 0           | 2                     | 2                     | 1                     | -                              | -                              | -                              | -                              | 21    | 2     | 1     |
| Sous-total            | Sous-total             | Sous-total            | 112         | 10          | 7           | 15                    | 4                     | 3                     | -                              | 16                             | 2                              | 0                              | 143   | 16    | 10    |
| 2021-2022             | Arminia Bielefeld      | Bundesliga            | 31          | 1           | 1           | 2                     | 0                     | 0                     | -                              | -                              | -                              | -                              | 33    | 1     | 1     |
| 2022                  | Whitecaps de Vancouver | MLS                   | 7           | 0           | 0           | -                     | -                     | -                     | -                              | -                              | -                              | -                              | 7     | 0     | 0     |
| 2023                  | Whitecaps de Vancouver | MLS                   | 17          | 1           | 0           | 1                     | 0                     | 1                     | LCup                           | 1                              | 0                              | 0                              | 19    | 1     | 1     |
| Sous-total            | Sous-total             | Sous-total            | 24          | 1           | 0           | 1                     | 0                     | 1                     | -                              | 1                              | 0                              | 0                              | 26    | 1     | 1     |
| Total sur la carrière | Total sur la carrière  | Total sur la carrière | 283         | 45          | 31          | 22                    | 4                     | 6                     | -                              | 17                             | 2                              | 0                              | 322   | 51    | 37    |